# Страна тигров
«Страна́ ти́гров» (англ. Tigerland) — военная драма американского режиссёра Джоэла Шумахера. «Тайгерлэнд» — название учебных лагерей, в которых американские военнослужащие проходили подготовку к боевым действиям в условиях Юго-Восточной Азии.

## Сюжет
Сентябрь 1971 года, идёт война во Вьетнаме. Тренировочный лагерь для новобранцев в штате Луизиана. Солдаты, которым вскоре предстоит отправиться во Вьетнам, проходят обучение военному делу в условиях, максимально приближённых к реальным. Все новобранцы по-разному относятся к предстоящим сражениям. Джим Пакстон, поклонник Хемингуэя, романтизирует войну и считает, что новый опыт поможет ему собрать материал для книги. Майтер надеется на то, что война сделает из него настоящего мужчину. Кантвелл просто смиряется с неизбежным, и, наконец, Уилсон рвётся в бой. Затем в лагерь попадает бунтарь и убеждённый пацифист Роланд Бозз, который намерен сделать всё, что в его силах, для того, чтобы не попасть во Вьетнам. Его дерзкое поведение и поступки вносят смуту в ряды новобранцев.

## В ролях
| Актёр                   | Роль                 |
| ----------------------- | -------------------- |
| Колин Фаррелл           | Рядовой Роланд Бозз  |
| Клифтон Коллинз-младший | Рядовой Майтер       |
| Мэттью Дэвис            | Рядовой Джим Пакстон |
| Том Гайри               | Рядовой Кантвелл     |
| Шей Уигем               | Рядовой Уилсон       |
| Коул Хаузер             | Старший сержант Кота |

## Награды и номинации

### Награды
- 2000: премия Общества кинокритиков Бостона — лучший актер (Колин Фаррелл)
- 2002: премия Общества кинокритиков Лондона — лучший дебют (Колин Фаррелл)

### Номинации
- 2001: премия «Независимый дух» — лучший актёр второго плана (Коул Хаузер)